# Konrad Bukowiecki
Konrad Bukowiecki (* 17. März 1997 in Szczytno) ist ein polnischer Leichtathlet, der sich auf das Kugelstoßen spezialisiert hat. 2017 wurde er mit nur 20 Jahren Halleneuropameister und 2018 sicherte er sich bei den Europameisterschaften in Berlin die Silbermedaille.

## Sportliche Laufbahn
Erste internationale Erfahrungen sammelte Konrad Bukowiecki 2013 bei den Jugendweltmeisterschaften in Donezk, bei denen er mit der 5-kg-Kugel mit einer Weite von 20,10 m den fünften Platz belegte. Wenige Tage später siegte er beim Europäischen Olympischen Sommer-Jugendfestival in Utrecht mit 21,41 m der Kugel und gewann im Diskuswurf mit der 1,5-kg-Scheibe mit 58,35 m die Silbermedaille. Im Jahr darauf siegte er bei den Juniorenweltmeisterschaften in Eugene mit der 6-kg-Kugel mit 22,06 m und schied im Diskuswurf mit 52,92 m in der Qualifikation aus. Anschließend sicherte er sich bei den Olympischen Jugendspielen in Nanjing mit 23,17 m mit der 5-kg-Kugel die Goldmedaille.
Im Januar 2015 erzielte Bukowiecki bei den Polnischen Hallenmeisterschaften in Toruń mit einer Weite von 22,38 m einen U20-Hallenweltrekord mit der 6-kg-Kugel und übertraf damit die alte Rekordmarke des Deutschen David Storl um drei Zentimeter. Außerdem konnte er sich mit der 7,26-kg-Kugel zum ersten Mal im Erwachsenenbereich für internationale Meisterschaften qualifizieren. Bei den Halleneuropameisterschaften in Prag erreichte er mit persönlicher Bestleistung von 20,46 m den sechsten Platz. Im Juli siegte er bei den Junioreneuropameisterschaften in Eskilstuna mit neuem Meisterschaftsrekord von 22,62 m mit der 6-kg-Kugel und schied im Diskusbewerb mit 54,43 m in der Qualifikation aus. Im August nahm er erstmals an den Weltmeisterschaften in Peking teil, schied jedoch ohne gültigen Versuch in der Qualifikationsrunde aus. Dennoch wurde er bei der Wahl zu Europas Leichtathlet des Jahres als bester Nachwuchsathlet („Rising Star“) ausgezeichnet.
Im Jahr 2016 belegte er bei den Hallenweltmeisterschaften in Portland mit einer Weite von 20,53 m den vierten Platz. Auch bei den Europameisterschaften in Amsterdam wurde er 20,58 m Vierter. Bei den U20-Weltmeisterschaften im heimischen Bydgoszcz gewann er ursprünglich mit 23,34 m mit der 6-kg-Kugel, neuem U20-Weltrekord – die Goldmedaille. Nach einem auf Higenamin positiven Dopingtest wurde er allerdings disqualifiziert und auch sein Resultat im Diskuswurf wurde annulliert. Allerdings wurde er nicht wie üblich für einen gewissen Zeitraum gesperrt und konnte somit an den Olympischen Spielen in Rio de Janeiro teilnehmen, bei denen er bis in das Finale gelangte, dort jedoch ohne gültigen Versuch blieb.
2017 siegte Bukowiecki mit einer Weltjahresbestleistung von 21,97 m bei den Halleneuropameisterschaften in Belgrad und holte damit seinen ersten internationalen Titel in der Aktivenklasse. Auch bei den U23-Europameisterschaften in Bydgoszcz gewann er die Goldmedaille und erzielte dabei mit einer Weite von 21,59 m einen neuen Meisterschaftsrekord. Anfang August erreichte er bei den Weltmeisterschaften in London das Finale und belegte dort mit 20,89 m den achten Platz. Nur zwei Wochen später musste er sich bei der Sommer-Universiade in Taipeh mit 20,16 m im Finale dem Portugiesen Francisco Belo geschlagen geben und gewann somit die Silbermedaille. Im Jahr darauf steigerte Bukowiecki im Februar 2018 seine Hallenbestleistung auf 22,00 m und qualifizierte sich damit für die Hallenweltmeisterschaften in Birmingham Anfang März, konnte dort seine Form allerdings nicht bestätigen und belegte mit 20,99 m lediglich den achten Rang. Im August gewann er bei den Europameisterschaften in Berlin mit einer Weite von 21,66 m die Silbermedaille hinter seinem Landsmann Michał Haratyk.
Das Jahr 2019 begann für ihn enttäuschend, da er bei den Halleneuropameisterschaften in Glasgow mit 20,18 m in der Qualifikation ausschied. Während der Freiluftsaison konnte er sich aber kontinuierlich steigern und siegte bei den Studentenweltspielen in Neapel mit neuem Universiaderekord von 21,54 m. Zudem verteidigte er bei den U23-Europameisterschaften im schwedischen Gävle mit 21,51 m erfolgreich seinen Titel aus dem Jahr 2017. Er galt damit auch als Medaillenkandidat mit Außenseiterchancen für die Weltmeisterschaften in Doha im Oktober und belegte in einem hochklassigen Finale mit acht Athleten über 21 Metern mit einer Weite von 21,46 m den sechsten Platz. Kurz darauf gewann er bei den Militärweltspielen in Wuhan mit 21,84 m die Silbermedaille hinter dem Brasilianer Darlan Romani. 2021 nahm er erneut an den Olympischen Spielen in Tokio teil, verpasste dort aber mit 20,01 m den Finaleinzug. Im Jahr darauf gelangte er bei den Hallenweltmeisterschaften in Belgrad mit 20,79 m auf den zehnten Platz und im Juni wurde er bei der Golden Gala Pietro Mennea mit 21,18 m Dritter. Anschließend schied er bei den Weltmeisterschaften in Eugene mit 20,24 m in der Qualifikationsrunde aus. Im August belegte er bei den Europameisterschaften in München mit 20,74 m den sechsten Platz. 2023 siegte er mit 20,23 m bei den World University Games in Chengdu, ehe er bei den Weltmeisterschaften in Budapest mit 19,21 m den Finaleinzug verpasste. Im Jahr darauf kam er bei den Europameisterschaften in Rom mit 19,20 m nicht über die Vorrunde hinaus und bei den Olympischen Sommerspielen in Paris im August kam er mit 18,83 m ebenfalls nicht über die Qualifikationsrunde hinaus.
2025 verpasste er bei den Halleneuropameisterschaften in Apeldoorn mit 19,78 m den Finaleinzug und kurz darauf brachte er bei den Hallenweltmeisterschaften in Nanjing keinen gültigen Versuch zustande.
In den Jahren 2016 und 2019 sicherte sich Bukowiecki den polnischen Meistertitel im Kugelstoßen im Freien sowie 2017 und 2022 und 2023 und 2025 in der Halle.